# Шереметевский, Павел Петрович
Павел Петрович Шереметевский (?—1887) — российский врач, писатель, статский советник. Член Московского общества русских врачей.

## Биография
Сведений о рождении не сохранилось. Обучался в Московском университете, который окончил в 1825 году в звании лекаря первого отделения. В 1827 году начал врачебную службу в Московском вдовьем доме. В следующем году был возведён в звание акушера и впоследствии занял должность младшего акушера в Москве. В 1830 году стал штаб-лекарем (в настоящее время данное звание — степень доктора). Также служил при в фельдшерской школе Московского воспитательного дома. Впоследствии занимал должность библиотекаря при Московском обществе русских врачей.
Скончался 28 июня 1887 года.

## Исследования
Шереметевский внёс вклад в исследование кожных акариазов, в частности выделил из кожи больного чесоткой человека новый вид клещей — Dermatophagoides scheremetewskyi (формальное описание и авторство названия принадлежит Анатолию Петровичу Богданову).

## Публикации
- День основания и открытия Императорского Московского воспитательного дома» // Отечественные Записки. — Москва, 1843. — Вып. VI, № 1828.
- Представление коллекции клещей в заседании Моск. Общества русских врачей. — 1862.
- Столетие Московской Павловской больницы (1763—1863) // Современная Летопись. — 1863. — № 21.
- Указатель сочинений Н. И. Пирогова. — Москва: Общество русских врачей, 1883.
- Десять наблюдений над чесоткой, при которой замечен клещ особого вида // Московская Медицинская Газета. — 1863. — № 28—29.
- Два наблюдения над присутствием клеща в болезнях кожи, отличающихся от чесотки // Московская Медицинская Газета. — № 30.